# Королівський ботанічний заказник
Королі́вський зака́зник — ботанічний заказник місцевого значення в Україні. Розташований поблизу села Сков'ятин Чортківського району Тернопільської області, у кв. 6, вид. 3, 5, 6 Наддністрянського лісництва Чортківського держлісгоспу, в межах лісового урочища «Королівка».
Площа 11,7 га. Створений відповідно до рішення виконкому Тернопільської обласної ради від 19 листопада 1984 року, № 320. Перебуває у віданні Тернопільського обласного управління лісового господарства.
Під охороною — ділянка дубово-ясенево-грабового лісу, де зростає клокичка периста, реліктовий вид рослин, занесений до Червоної книги України.